# Group Analytic Society International
Die Group Analytic Society International (GASi) wurde 1952 von S. H. Foulkes, Jane Abercrombie, James Anthony, Patrick DeMare, Norbert Elias, Hon. W. H. R. Iliffe und E. T. Marx als Group Analytic Society (GAS, Gesellschaft für Gruppenanalyse) als eine gemeinnützige Vereinigung gegründet, die die Entwicklung der Gruppenanalyse sowohl im klinischen, als auch im ambulanten Bereich erforschen und fördern sollte. Erste regelmäßige Seminare wurden von Foulkes selbst bereits 1952 abgehalten. Mitglieder der Gesellschaft kamen aus verschiedenen Ländern und unterschiedlichen Fachrichtungen, wie Psychologie, Soziologie, Medizin, Pflege, Sozialarbeit, Beratung, Pädagogik, Wirtschaft, Architektur, Anthropologie und Theologie.
Die Gesellschaft ist gemeinnützig und nicht auf Gewinn ausgerichtet. Sie veranstaltet regelmäßig wissenschaftliche Tagungen, Workshops und alle drei Jahre eine Konferenz in einer europäischen Metropole. Höhepunkt der Gesellschaftsaktivitäten ist die Annual S.H. Foulkes Lecture, gehalten von einem herausragenden Gruppenanalytiker in London. Seit 1977 wird alljährlich eine solche Grundsatzrede in London für ein breiteres Publikum organisiert und dann in der Zeitschrift Group Analysis publiziert. Derzeit fungiert als Präsident Robi Friedman (Israel). Seine Vorgängerin war von 2005 bis 2011 Gerda Winter aus Dänemark.
Michael Hayne, Alice Ricciardi und Josef Shaked, alle Mitglieder der Group Analytic Society, haben 1976 in Altaussee einen zweimal jährlich stattfindenden Selbsterfahrungs- und Fortbildungs-Workshop eingerichtet. Dieser wird heute von der Internationalen Arbeitsgemeinschaft für Gruppenanalyse veranstaltet.

## Hintergrund
Nach dem Zweiten Weltkrieg, und nach den Behandlungsversuchen an Soldaten in therapeutischen Gruppen im Northfield Hospital nahe Birmingham, traf sich ein Kollegenkreis regelmäßig bei Foulkes, um das Verständnis von Gruppentherapie zu vertiefen und Anwendungen zu erörtern.

„Die kleine Gruppe von Freunden und Interessierten, die sich jede Woche in unserem Haus traf, ... das waren in der Tat die Wegbereiter der Group Analytic Society. Dieselbe Gruppe, erweitert um internationale Besucher (Slavson war einer von ihnen), fungierte auch als eine offiziellen Gruppen beim International Congress of Mental Health, der 1948 in London abgehalten wurde. Das war die Geburtsstunde der World Federation of Mental Health.“

1971 gründeten führende Mitglieder der Gesellschaft das Institute of Group Analysis, welches für Ausbildung generell verantwortlich zeichnet, einschließlich einer speziellen Qualifizierung, die heute Voraussetzung für die Mitgliedschaft im Institut ist. Kurse werden in verschiedenen Zentren in Großbritannien angeboten, auch in Kontinentaleuropa, jedoch stets in enger Abstimmung mit dem Londoner Institut. Die Gesellschaft für Gruppenanalyse publiziert die Zeitschrift Group Analysis, verlegt von Sage. Foulkes selbst war der erste Herausgeber, bis er 1975 diese Funktion seinem Mitgründer Patrick de Maré übergab. Zu Zeiten von Foulkes und de Maré handelte es sich um eine durchaus lässige und coole Publikation, mit vielen Korrespondenten. Heute hingegen trägt die Zeitschrift ein streng akademisches Erscheinungsbild.
Der Newsletter Group Analytic Contexts ist direkter Nachfolger der Group Analysis International Panel and Correspondence (GAIPAC), welche 1967 ebenfalls von Foulkes herausgegeben wurde, um ein internationales Netzwerk aufzubauen. Dieser Newsletter wurde schließlich das offizielle Organ der Gesellschaft, nach Foulkes' Tod übernahm seine Witwe Elizabeth Foulkes die Funktion der Herausgeberin. Heute erfolgt die Kommunikation zunehmend auf elektronischem Weg. Darüber hinaus bietet die Gesellschaft ihren Mitgliedern eine Reihe von Vernetzungsmöglichkeiten, Kontaktpersonen in zahlreichen Ländern und eine Bibliothek. Wissenschaftliche Tagungen, zahlreiche Workshops und ein jährliches Frühjahrstreffen werden in London abgehalten, und alle drei Jahre eine Internationale Konferenz. Die Gesellschaft kooperiert mit der European Association for Transcultural Group Analysis (EATGA), der International Association of Group Psychotherapy (IAGP) und der American Group Psychotherapy Association (AGPA).